# 鄱陽街
鄱陽街（はようがい、中国語: 鄱阳街＝ポヤンジエ）、旧名三教街（サンジャオジエ）は、中華人民共和国湖北省武漢市江岸区の通りで、南西は江漢路、北東は麗黄碑路に伸び、長さは2km未満で、両側を勝利街と東庭街が平行している。途中で、上海路、南京路、青島路、北京路、天津路、河左路、蘭嶺路、麗皇碑路などの街路と交差している。

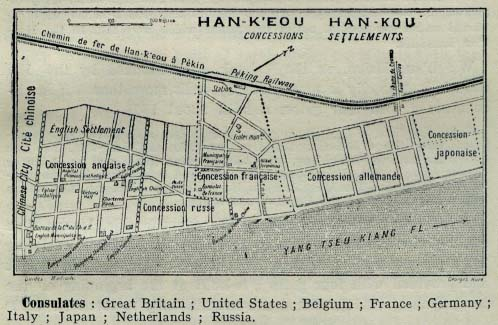
漢口租界：揚子江の左岸に、左からイギリス租界、ロシア租界、フランス租界、ドイツ租界、日本租界などがあった（1912年状況）。

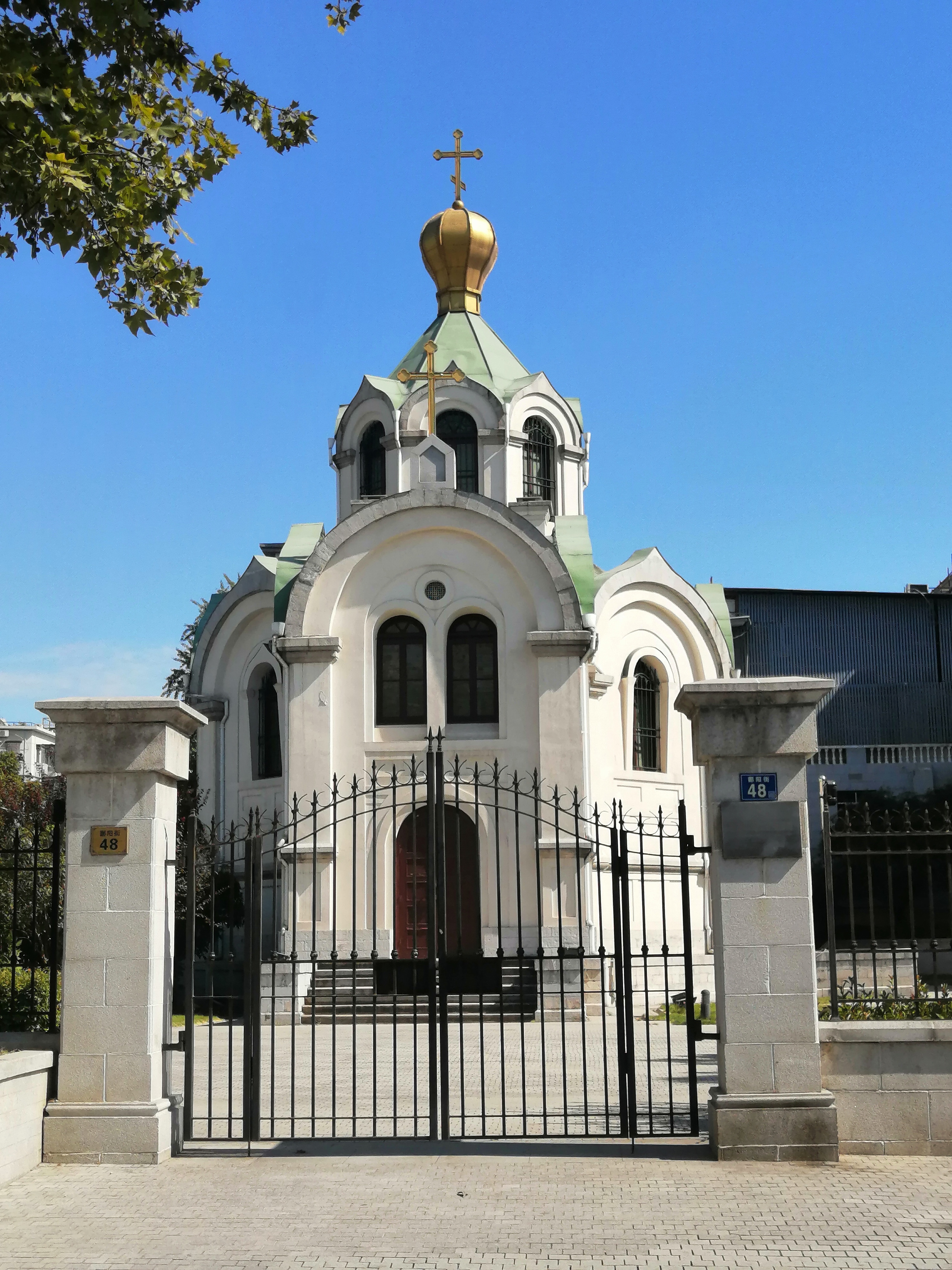
鄱阳街に今も残る元ロシア正教会（2019年撮影）

鄱陽街はもともとイギリス租界とロシア租界に跨っていた。
- 江漢路（旧新生路）から智和左路（旧境界路）までは漢口の英国租界であった。 交差点道路には、一和街（上海路）、富昌街（南京路）、華昌街（青島路）、北京街、宝順街（天津路東段）、天津街（天津路西段）がある。
- 河左路から麗皇碑路（旧伊馬街）までは、もともと漢口のロシア租界で、開台街と呼ばれていたが、中国へ復帰後に三交街と改名され、途中でレーピン街（蘭陵路）と交差している。

1946年の元旦、政府はすべての利権を取り戻し、鄱陽街と三交街を鄱陽街と名付けた。
今日、鄱陽街の両側には租界時代の洋風建築が残っている。旧英国租界には、上海路の交差点にあるカトリック大聖堂、米国聖公会大聖堂、正教会、英国の他教会など、いくつかの教会がある。
旧ロシア租界の鄱陽街139番地（旧三教街41番地）は共産党の八七会議の記念館になっている。

## 参照項目
- 中国租界一覧
- 「フレディもしくは三教街 - ロシア租界にて -」（グレープ のコミュニケーション・アルバムにある歌）[2]
- 漢口租界
- 漢口日本租界